# Ginseng
Ginseng (znanstveno ime Panax) je rod 11 vrst počasi rastočih trajnic z mesnatimi koreninami iz družine Araliaceae. Rastejo na severni polobli v vzhodni Aziji (predvsem v severni Kitajski, Koreji in vzhodni Sibiriji), po navadi v hladnejšem podnebju; Panax vietnamensis, odkrita v Vietnamu, je najjužnejši ginseng najden. Ta članek se osredotoča na vrsto Panax ginsengov, ki proizvajajo adaptogene (naravni rastlinski produkt, ki izboljša odpornost telesa), še posebej Panax ginseng in Panax quinquefolius. Kot ginseng pojmujemo rastline, ki vsebujejo ginsenozide.
Sibirski ginseng (Eleutherococcus senticosus) ni ginseng. Je ena izmed adaptogenih rastlin, vendar gre pri imenu za tžno potegavščino – namesto mesnate korenine ima olesenelo korenino, in namesto ginsenozidov vsebuje eleutherozide.

## Etimologija
Angleška beseda ginseng izvira iz kitajskega izraza rénshēn, kar pomeni ‘moška korenina’, kar se navezuje na obliko korenine. Razlika med rénshēn in ginseng se pojavi, ker angleška izgovorjava izvira iz japonskega načina branja kitajskih pismenk. Trenutna Japonska beseda iz teh pismenk (ninjin) sicer pomeni korenček.
Botanično ime Panax pomeni ‘zdravi vse’ v grščini in se uporablja za ta rod, ker se je Linej zavedal obsežne uporabe te rastline kot mišični relaksant v kitajski medicini.

## Tradicionalna uporaba
Korenine tako ameriškega kot Panax (azijskega) ginsenga se uporabljajo peroralno kot adaptogeni, afrodizijaki, stimulansi apetita in pri zdravljenju diabetesa tipa 2. Korenina je najbolj pogosto na voljo v posušeni obliki, cela ali pa narezana. Včasih se uporabljajo tudi manj cenjeni listi ginsenga, prav tako v posušeni obliki.
Pogosto ga najdemo tudi v popularnih energijskih napitkih, pod kategorijo čaj. Po navadi je v subkliničnih dozah in tako nima merljivih zdravstenih efektov. Najdemo ga tudi v kozmetičnih izdelkih, vendar s podobnim pomanjkanjem učinka. Poznavalci ocenjujejo, da gre za potrato pomembnih rastlin.
Korenina ginsenga se lahko uporablja tudi za juho s piščančjim mesom (jed samgyetang).

## Moderna znanost in ginseng
Medicinski efekti ginsenga nedokazani. Ginseng nima znanstveno dokazanih učinkov, saj dajejo različne študije nasprotujoče si rezultate, najverjetneje zaradi široke raznolikosti in različne kvalitete ginsenga, uporabljenega v študijah. Problematično je, da ni velikih visoko kvalitetne študij, ki bi dokazale učinkovitost ginsenga.
Ginseng se reklamira kot adaptogen (snov, ki poveča odpornost telesa na stres). Nekaj in vitro študij je pokazalo antikarcenogene in antioksidativne lastnosti, kljub temu da eksperimenti na živalih v prisotnosti stresa dajejo negativne rezultate.
Primerjalna, randomizirana, dvojno slepa študija na Nacionalni avtonomni univerzi Mehike nakazujejo, da bi lahko ginseng bil obetavno prehransko dopolnilo za povečanje kvalitete življenja. Potrebno pa je omeniti, da so pri tem kar 124 udeležencev izločili iz študije ‘zaradi nizke kompliance z zdravljenjem’. Medtem je v kontrolni skupini bilo 164, v ginseng skupini pa 338 udeležencev, ki so dokončali študijo.
Panax ginseng izkazuje zamnjšanje nekaterih simptomov, povezanih z rakom v živalskih modelih – vseeno pa ta učinek pri ljudeh še ni dokazan.
```
Botanik Jonatha Treasure iz United States National Institute of Mental Health sledi napačnim informacijam o domnevni interakciji med inhibitorjem monoaminske oksidaze phenalzinom in Panax ginsengom. Te interakcije so bile prvotno omenjene leta 1985 v članku Shader-ja in Greenblatt-a v Journal of Clinical Psychopharmacology. Shader in Greenblatt sta posvetila par vrstic primeru 64-letne ženske, ki je nedoločen čas jemala nedoločeno dozo  prehranskega dopolnila imenovanega ‘Natrol High’, skupaj z 60
 
mg dnevno dozo phenelzina. Dobila je simptome nespečnosti, glavobolov in drhtenja. J. Treasure je kontaktiral Natrol in v roku 10min ugotovil da v izdelku sploh ni bilo Panax ginsenga, ampak Sibirski ginseng v subklinični dozi skupaj z mešanico drugih zelišč. Simptomi, ki so bili predvideni kot posledica interakcije z ginsengom, so pravzaprav dobro poznani stranski efekti samega phenelzina, ki se ga daje v visokih dozah. Kljub temu pa je ta zavajajoč članek bil večkrat citiran v drugih člankih, njegove predpostavke pa uporabljene v raznih študijah. Prav tako je naveden v raznih botaničnih monografijah, npr. pri WHO.
```

## Ginseng in razmnoževalna sposobnost
Študija Medicinske fakultete Univerze Illionis leta 2002 (objavljena v analih New Yorške akademije znanosti) je odkrila, da na laboratorijskih živalih tako azijska kot ameriška vrsta ginsenga spodbuja libido in sposobnost občevanja. Ti efekti ginsenga predvidoma ne izvirajo iz sprememb v sekreciji hormonov, ampak gre za direktne učinke ginsenozidov na centralni živčni sistem in gonadna tkiva. Pri moških ginsenozidi lahko povzročijo erekcijo penisa. Ta trditev je v skladu s tradicionalno kitajsko in nativno ameriško uporabo ginsenga. 
Znano je, da ginseng vsebuje fitoestrogene.

## Stranski učinki
En izmed najbolj pogostih stranskih učinkov Panax ginsenga je nespečnost. Ostali stranski efekti so še slabost, driska, evforija, glavoboli, povišan ali znižan krvni pritisk, bolečine v prsih in krvavitve iz nosu.

## Preveliko odmerjanje
Običajna adaptogena ginsenga (Panax ginseng in Panax quinquefolia) sta splošno priznana kot varna tudi v velikih količinah.
Panax ginseng se v kitajski medicini ne priporoča skupaj z zelišči proti okužbam, razen če je pacient precej oslabljen, zaradi skrbi da bi se patogen še namnožil. Zeliščarji na Kitajskem so verjeli (v skladu z Xu Dachun-ovim kratkim spisom o ginsengu leta 1757, med vladavino Qing dinastije), da če apliciramo ginseng kot neko poživilo, bomo s tem tudi poživili zlobne vplive v telesu. V manj resnih primerih bi takšna zgrešena terapija povzročila, da zlobne sile sploh ne bi več zapustile telesa. V resnejših primerih se ginsenga lahko poslužimo, saj je smrt tako ali tako neizogibna.

## Običajna klasifikacija ginsenga

### Panax quinquefolius (American ginseng) – korenina
Ta ginseng raste predvsem v ZDA in Kanadi, še posebej cenjen pa je v kitajskih skupnostih. Pakiranja so po navadi po ameriško obarvana izrazito rdeče, belo in modro.
V skladu s tradicionalno kitajsko medicino, ameriški ginseng spodbuja Yin in čisti odvečno Yang energijo iz telesa, torej pomirja telo. Naj bi veljalo da ameriški ginseng spodbuja Yin (senca, mrzlo, negativno, žensko), vzhodnoazijski pa Yang ( sonce, vroče, pozitivno, moško). Razlog najdemo v tradicionalni korejski medicini, ki pravi, da so stvari, ki jih najdemo v hladnih krajih spodbujevalci Yanga in obratno, da sta sili izenačeni. Kitajski/Korejski ginseng raste v severovzhodni Kitajski in Koreji, najhladnejšem kraju za mnoge Korejce v tistih časih. Prvotno je bil ameriški ginseng uvožen na Kitajsko preko subtropskega pristanišča Guangzhou blizu Hong Konga, zato so zdravniki verjeli, da bi naj bil ameriški ginseng dober za Yin, ker prihaja iz vročega področja. Niso pa vedeli, da ameriški ginseng raste v zmerno hladnih regijah. Vseeno pa se še vedno korenina klasificira bolj kot Yin, ker proizvaja tekočine.
Ginseng se nareže in par rezin se prekuha v vroči vodi, da nastane dekokt.
Večina severnoameriškega ginsenga zraste v kanadskih provincah Ontario in British Columbia in v ameriški zvezni državi Wisconsin, kot navaja Agrifood Canada. Panax quinquefolius dandanes gojijo tudi na severni Kitajski.
Randomizirana, dvojno slepa študija je pokazala, da ekstrakt ameriškega ginsenga zmanjša primere gripe med starejšimi v primerjavi s placebom.
Cenjena aromatična korenina spominja na majhen pastinak ki se razveji med zorenjem. Rastlina zraste nekje med 15 in 45 cm, po navadi s tremi listi, vsak s tremi do petimi kraki, dolgimi od 5 do 13 cm.

### Panax ginseng – Azijski ginseng (korenina)
V skladu s tradicionalno kitajsko medicino Panax ginseng spodbuja Yang energijo, izboljša cirkulacijo, poveča telesne rezerve, poživlja in spodbuja okrevanje po bolezni.
Na voljo je v dveh oblikah:
-Beli ginseng raste 4-6 let, nato pa je olupljen in posušen na vsebnost vode 12% ali manj. Suši se ga na zraku, na soncu, zato lahko vsebuje manj terapevtskih učinkovin. Nekateri menijo, da encimi v korenini metabolizirajo te sestavine med sušenjem. Sušenje na soncu pobeli korenino na rumenkasto belo barvo.
-Rdeči ginseng se pobere po 6ih letih, se ne olupi in je obdelan s paro. Tako dobi rdečkasto rjavo barvo. Poparitev korenine bi naj spremenila njeno biokemijsko sestavo in preprečila metabolizem aktivnih učinkovin. Korenine so nato še sušijo.
Pogosto se marinira v zeliščnem zvarku in s tem postane korenina zelo krhka. Ta oblika ginsenga se tradicionalno povezuje s stimulacijo spolne funkcije in povečanja energije. Rdeči ginseng se vedno proizvaja iz gojenih rastlin, po navadi iz Kitajske ali Južne Koreje.
Leta 2002 je bila narejena dvojno slepa navzkrižna študija korejskega rdečega ginsenga oz. njegovega efekta na impotenco. Rezultati so povedali, da je lahko učinkovita alternativa pri zdravljenju moške erektilne disfunkcije.
Druga študija je pokazala, da uporaba rdečega ginsenga zmanjša ponovitev gastričnega raka v primerjavi s kontrolno skupino.
Študija efekta ginsenga na podgane je pokazala, da tako beli kot rdeči ginseng zmanjšata verjetnost raka, učinek je bil večji pri rdečem ginsengu.
Falcarinol (17 ogljikovih atomov dolg alkohol z dvema dvojnima in dvema trojnima vezema) je bil izoliran iz korenine rdečega ginsenga. Dokazano je bilo njegovo delovanje proti raku dojk. Ostali maščobni alkoholi v ginsengu (panaxacol, panaxydol, panaxytriol) imajo antibiotične lastnosti.

### Divji ginseng
Divji ginseng je ginseng, ki ni bil posajen in kultiviran, ampak raste v naravi in je požet kjer je pač najden. Naj bi bil boljši od gojenih rastlin, saj vsebuje več ginsenozidov. Divji ginseng je relativno redek in vedno bolj ogrožen, predvsem zaradi visokih zahtev po izdelku v zadnjih letih, zaradi katerih divje rastline iščejo in žanjejo hitreje, kot pa so sposobne rasti (ginseng raste več let). Divji ginseng je lahko azijski ali ameriški in se ga lahko predela v rdeči ginseng.
V Maine-u, Tennessee-ju, Virgini-i in Severni Carolini obstajajo programi gojenja gozdov ginsenga, ki jih spodbuja organizacija United Plant Savers. S tem spodbujajo obnovo naravnega okolja in umikajo pritisk s preostalega divjega ginsenga. Rastline, gojene v gozdu, imajo primerljivo vrednost z divjim ginsengom.
Alternative ginsenga
Te v glavnem adaptogene rastline se včasih omenjajo kot ginsengi, vendar so ali iz druge družine ali rodu. Samo Jiaogulan dejansko vsebuje sestavine, sorodne z ginsenozidi, čeprav sami ginsenozidi ne določajo učinkovitosti ginsenga. Ker imajo te rastline različne uporabe, se je pred uporabo o njih potrebno dodatno podučiti. Informacije lahko najdemo v knjigi Davida Winstona in Stevena Maimesa: Adaptogens.
- Gynostemma pentaphyllum (južni ginseng, aka Jiaogulan)
- Eleutherococcus senticosus (sibirski ginseng)
- Pseudostellaria heterophylla (prinčevski ginseng)
- Withania somnifera (indijski ginseng, aka Ashwagandha)
- Pfaffia paniculata (brazilski ginseng)
- Lepidium meyenii (perujski ginseng, aka Maca)
- Oplopanax horridus (aljaški ginseng)

Druge rastilne, ki jih uvrščamo med ginsenge, pa tudi niso adaptogeni (kljub temu da je notoginseng v družini Panax):
- Angelica sinensis (Female ginseng, aka Dong Quai)
- Panax notoginseng (San qi, hemostatic ingredient in Yunnan Bai Yao)